# Ardeer Souterrain

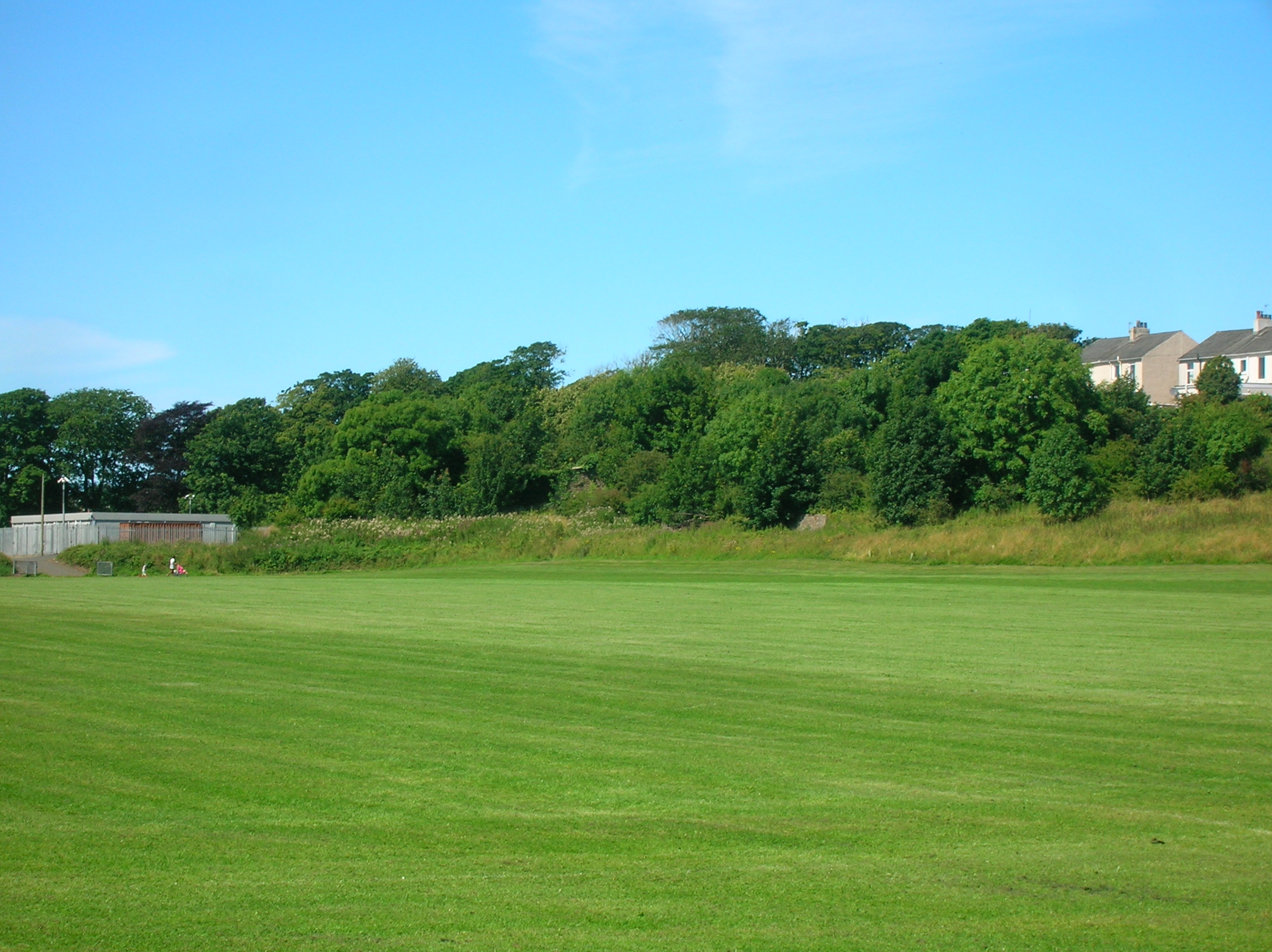
Ardeer House, Stevenston

Ardeer Souterrain (auch Stevenston Souterrain genannt) liegt in Stevenston in North Ayrshire in Schottland und wurde im Jahre 1960 etwa einen Kilometer von der Küste entfernt auf dem Grundstück des „Ardeer House“ entdeckt, grob untersucht und mit Schlacke und Schutt verfüllt. Bei Souterrains wird grundsätzlich zwischen „rock-cut“, „earth-cut“, „stone built“ und „mixed“ Souterrains unterschieden. Dieses mixed Souterrain ist einzigartig, da der abwärts führende gewundene Gang in eine natürliche, etwa dreieckige Höhle führt.
Das Bauwerk ist als Scheduled Monument denkmalgeschützt.

## Ausgrabungsgeschichte
Das von J. Hunter 1973 ausgegrabene Souterrain liegt zum Teil unter einer Straße bzw. auf dem Gelände des Ardeer Recreation Club. Reste eines Türrahmens für ein Eisengitter über einem Loch im Dach der Höhle weisen auf eine Verwendung im 19. Jahrhundert hin. Die sonstigen Reste entsprechen einem Souterrain, aber es fehlen Aufzeichnungen über diese Denkmalart im Südwesten von Schottland.
Ein mindestens 13,0 m langer Gang (ein Teil der weitere 3,0 m lang sein könnte ist verschüttet) ausgekleidet mit Trockenmauern, überdacht mit Decksteinen, führte in die Höhle. Die Breite liegt zwischen 1,2 und 1,55 m, und die Höhe schwankt zwischen 1,7 und 2,4 m. Die Decksteine lagen 1,0 m bis 1,5 m unter der Oberfläche. Einige ungestörte Bereiche enthielten Ablagerungsschichten. Sie enthielten einen Herd mit Eisenschlacke, Knochen und ein Glasfragment (vermutlich römisch).
John Hunter kommt zu dem Schluss, dass es, obwohl es keine datierenbaren Belege gibt und die Anlage eine Chimäre ist, das Muster hinsichtlich der Struktur und Nutzung den Souterrains des Angustyps entspricht.